# Caius Vibius Rufus
Caius Vibius Rufus est un sénateur romain, consul suffect en l'an 16 ap. J.-C. avec le consul Caius Pomponius Graecinus comme confrère. C'est un homo novus, premier de sa famille à obtenir le rang consulaire.

## Biographie
Fils de Vibius Varus Minor dit le Jeune, Caius Vibius Rufus se marie avec la deuxième épouse et veuve de l'orateur Cicéron, Publilia. Dion Cassius ayant mentionné que le sénateur Caius Vibius Rufus avait épousé la veuve de Cicéron, certains y ont vu Terentia, mais il s'agit plus probablement de Publilia.